# Quintiliano Vieira
Quintiliano Machado Vieira (Sant'ana do Livramento, 4 de abril de 1946 é um médico e político brasileiro. Foi prefeito de Dom Pedrito por dois mandatos, 1986-1988 e 2001-2004.
Foi candidato as eleições de 2024, perdendo para Diego da Rosa Cruz, do PP.